# タラ戦争

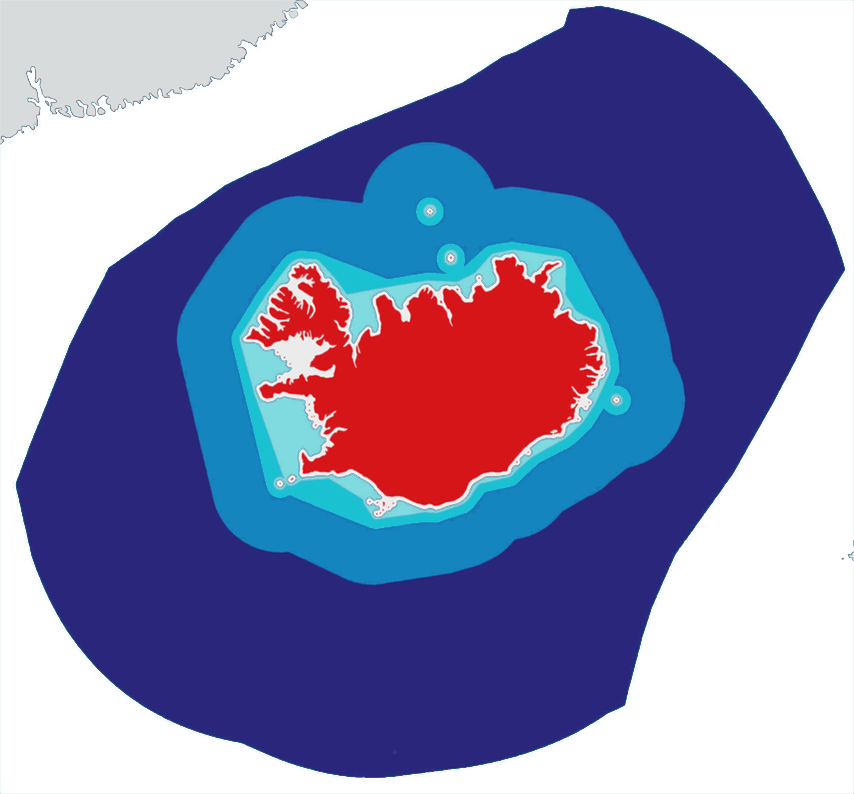
アイスランドの排他的経済水域拡張の様子。
アイスランド本土
アイスランド内水面
4海里水域
12海里水域（現在の領海）
50海里水域
200海里水域（現在の排他的経済水域）

タラ戦争（たらせんそう、英語: Cod Wars、アイスランド語: Þorskastríðin）は、1958年から1976年にかけて起きた、アイスランドと主にイギリスとの間の一連の紛争のことである。アイスランドが主張する漁業専管水域における漁業権を争った。当該漁場の主たる海産物がタラであったため、この名が付いた。
この戦争がもとで、現在の排他的経済水域が設定された。

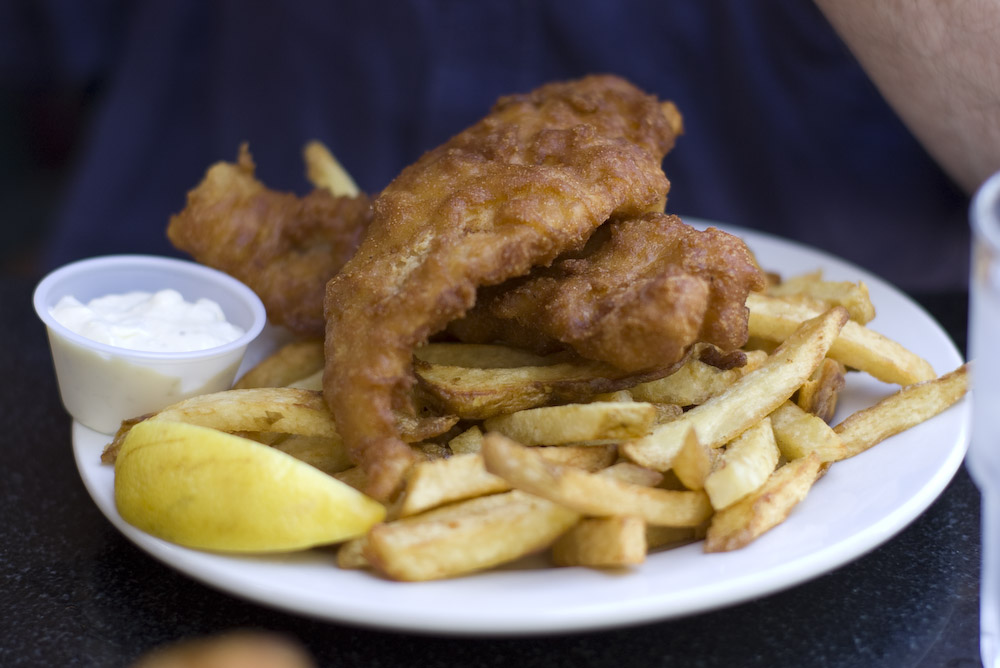
イギリス料理の代名詞フィッシュ&チップス。主にタラなどの白身魚が使われている。

## 概要
タラ戦争はアイスランドが領海の拡大を宣言することから始まった。イギリス海軍は軍艦を出動させ、アイスランドの沿岸警備隊と互いに砲撃、体当たり攻撃といった激しい衝突を起こし、一時は国交断絶にまで至った。冷戦の英語名 Cold War をもじった Cod War という呼称が流布されたため、日本語でもその翻訳であるタラ戦争という呼び名が用いられる。
奇跡的に死者は出なかったものの、国際司法裁判所の仲介を経ても事態は解決しなかった。しかし最終的にイギリスはアイスランドに対して大幅な妥協案を結び、タラ戦争はアイスランドの勝利で終結した。アイスランドはワシントンD.C.とモスクワを結ぶ最短直線経路の真下に位置しており、イギリスを含む西側諸国のソビエト連邦に対する最重要拠点だったケフラヴィークのNATO基地閉鎖をアイスランド側がほのめかしたことや、200海里の排他的経済水域が世界的な慣習になりつつあったことが勝利の原因となった。

## 背景
アイスランドは資源に乏しい国であり、長期間にわたるデンマークの支配も重なってヨーロッパの最貧国の地位にあった。しかし、1901年にイギリスからトロール船を導入した結果、豊富なタラ等の水産資源で巨額の富を蓄えていった。第二次世界大戦中、ヨーロッパの漁船が軍隊に徴発されている間、アメリカ合衆国の保護の下でアイスランドは魚をヨーロッパ中に提供し続けた。1944年の独立後も近海のタラ漁業はアイスランドの一大産業であり生命線とも言えるものだった。しかし、戦争の終結により、大幅に改装されたヨーロッパの大型トロール漁船がアイスランド近海で操業を行ったため、水産資源は減少しはじめた。1945年、トルーマン米大統領が「大陸棚の資源は沿岸国が管理できる」と宣言（トルーマン宣言）した。当時は漁師にとって海は自由なものであるという「公海自由の原則」が一般的だったため、これは画期的なことだった。これを機にアイスランドは自国資源保護のための管理に乗り出した。

## 第一次タラ戦争
1958年、アイスランドは自国の領海を4海里から12海里へと拡大する新法を制定した。これに対しイギリスはアイスランドの主張を認めず軍艦を派遣して操業を継続。沿岸警備隊との間で小規模な小競り合いを起こした。
NATOの調整や、アイスランドで政権交代が起こったこともあり、1961年2月、イギリスは12海里を承認。両国間に領海紛争が生じた際は、いずれか一方の要請により国際司法裁判所へ問題を付託するという交換公文を締結した。

## 第二次タラ戦争
1972年、再び政権交代を起こしたアイスランド政府は自国の漁業専管水域を50海里へと拡大する新法を制定した。主張された海域で操業していたイギリスと西ドイツは国際司法裁判所へ提訴。判決によりイギリス側の主張は認められたが、アイスランドは先の交換公文自体が無効であると主張、裁判を欠席しこれに従わなかった。イギリスは再び漁船保護のために軍艦を送り出す。
アイスランド沿岸警備隊はこの時から、トロール漁船の網を鉤で引っ掛けて切断してしまう悪名高い「ネットカッター」を使用し始めた。第二次タラ戦争終結までに84隻のトロール漁船が網を切断されている。イギリス側はこれに対抗するため大型の高速タグボートによって漁船を護衛したが、これが沿岸警備隊との体当たり合戦に発展する。1973年1月、ヘイマエイ島のエルト火山が噴火。沿岸警備隊は救助に向かったため、トロール漁船は自由に操業することができたが、それも束の間のことだった。警備隊の砲撃をイギリスのタグボートが受けたり、砲撃によってイギリス漁船が破壊されることもあれば、アイスランドの灯台船や警備船にイギリス艦隊が砲撃することもあった。
アイスランド政府は、NATOのイギリス戦闘機を管制空域から締め出して国交を断絶するとほのめかした。9月16日にNATOの将軍がレイキャヴィークで交渉にあたった結果、10月にイギリス艦隊はすべて本国に帰還した。
1973年11月8日、アイスランドはイギリス船が50海里内の一部の水域でのみ操業することを認める協定を結び、第二次タラ戦争は終結した。これにはイギリスの年間漁獲量を13万トンまでに制限することが前提であり、また1975年11月までの暫定的なものだった。
同年、イギリスは欧州自由貿易連合（EFTA）を脱退し欧州経済共同体 (EEC) に加盟しているが、この紛争に非協力的だったのが一因とも言われている。

## 第三次タラ戦争
度重なる制限にもかかわらず、アイスランド近海の水産資源は回復傾向を見せず、1975年10月、アイスランドは自国の漁業専管水域を200海里へと拡大する新法を制定した。先の協定が期限満了を迎えた11月13日、両国の間でふたたび武力衝突が起こる。軍艦と警備艇同士の衝突はこれまでで最も激しかったが、やはり奇跡的に死者は出なかった。
1976年2月19日には遂にアイスランドはイギリスと国交断絶するに至る。NATO加盟国同士の国交断絶はこれが初の事例だった。一方で同月、EECはイギリスの主張に反してヨーロッパ全域に200海里排他的経済水域を設定することを決定。イギリスは梯子をはずされた形となる。
NATOの交渉により、同年6月1日、アイスランドの200海里内では、イギリス漁船は最大24隻まで操業可能、かつ年間の漁獲量は5万トンまでとする協定に両国が合意。翌2日に協定が発効し、両国の断絶関係も終了。一連の紛争は終結した。

## その後
この大幅な妥協による解決はイギリスの北洋漁業に大きな打撃を与え、1500人の漁師と、7500人の漁業関係者が解雇された。また、イギリスはフランスとの中間線を巡る裁判（英仏大陸棚事件）にも敗れ、フォークランド戦争で勝利するまで国民は長らく自信喪失の状態となった。
一方、勝利したにもかかわらずアイスランドでのタラ資源は大きな回復を見せなかった。現在でもカナダ沿岸を含む北大西洋のタラ漁船には、過去の漁獲量に応じて漁獲割り当てが決まるという強い制限がかけられている。この割り当てシステムは、漁師が超過を免れるため一度水揚げして死んだ魚を海に投棄する行為を引き起こしていると非難されている。
アイスランドの主張が認められたことを機に、世界各国は200海里排他的経済水域を設定。日本のような遠洋漁業を行う既存の漁業関係者は縮小を迫られることになった。漁業権を巡っての国際裁判も広く行われるようになる。

## 参考資料
- マーク・カーランスキー　『鱈　世界を変えた魚の歴史』　池央耿訳、飛鳥新社、1999年、ISBN 487031360X
- グンナー・カールソン　『アイスランド小史』　岡沢憲芙、小森宏美訳、早稲田大学出版部、2002年、ISBN 4657027182